# JOKER・A
株式会社JOKER・A (ジョーカー・エース) は、東京都港区に本社を置く総合企画・イベント・広告制作・デザイン事業をメインとした多角事業を行う会社。

## 概要
- 芸能関連に特化した企画制作事業と運営事業を主に行う。[1]。
- 出版誌「F1 LUX」を発刊する[2]。